# 아사노 데쓰야
아사노 데쓰야(일본어: 浅野 哲也, 1967년 2월 23일 ~ )는 일본의 전 축구 선수이다.

## 구단 경력
1985년 도요타 축구단에 입단했다. 1987년 일본 사커 리그의 토요타 자동차(나고야 그램퍼스 에이트)로 이적했다. 1999년까지 245경기에 출전하여, 29득점을 넣었다. 1995년과 1999년 2번의 천황배 우승을 차지했다. 2000년 J1리그의 FC 도쿄로 이적했다. 2001년 J2리그의 가와사키 프론탈레로 이적했다. 2001년후 현역 은퇴.

## 국가대표팀 경력
그는 1991년 기린컵에 참가할 일본 국가대표팀에 발탁되었으며, 6월 2일 태국와의 경기에서 데뷔했다. 1994년 아시안 게임에도 출전했다. 그는 1994년까지 국제 A매치 통산 8경기에 출전, 1득점을 넣었다.

## 통계
| 일본 | 일본 | 일본 |
| 연도 | 출전 | 득점 |
| ---- | ---- | ---- |
| 1991 | 2    | 0    |
| 1992 | 3    | 0    |
| 1993 | 0    | 0    |
| 1994 | 3    | 1    |
| 통산 | 8    | 1    |